# Roze rozen
Roze rozen (Deens: Lyserøde roser) is een schilderij uit juni 1890 van Vincent van Gogh. Het werk maakt deel uit van de collectie van de Ny Carlsberg Glyptotek in Kopenhagen. 

## Voorstelling
Van Gogh bracht de laatste twee maanden van zijn leven door in Auvers-sur-Oise waar hij stierf op 29 juli 1890. Het was een vruchtbare periode waarin hij zo'n 80 schilderijen maakte. Daaronder bevinden zich verschillende bloemenschilderijen, wat goed past bij het seizoen waarin hij in Auvers was. In tegenstelling tot de felle gele en oranje kleuren uit zijn periode in Arles (bijvoorbeeld de zonnebloemencyclus), gebruikt Van Gogh hier zachte kleuren, op een lichtgroene achtergrond, meer in overeenstemming met het klimaat van de Vexin.  
Het schilderij heeft bijna geen perspectief. Het schilderij zou omgedraaid kunnen worden zonder dat het effect verandert. De rozen lijken uit het vlak van het schilderij recht naar de toeschouwer te worden geduwd. De vaas of kom waarin de bloemen staan, is bijna onzichtbaar. De contouren van de bladeren en stengels worden met donkergroene accenten aangegeven. Dit doet denken aan de Japanse schilderkunst, waardoor Van Gogh erg beïnvloed was. 

## Herkomst
- 1890: na de dood van Van Gogh bleef het schilderij in bezit van Paul Gachet, de arts die de schilder in behandeling had in Auvers.
- in bezit van de kunsthandelaar en -verzamelaar Jos Hessel, Parijs.
- in bezit van de kunsthandel van Paul Rosenberg, Parijs.
- in bezit de Duitse verzamelaar Gottlieb Friedrich Reber.
- in bezit van Helge Jacobsen, zoon van de brouwer Carl Jacobsen, de oprichter van de Glyptotek.
- 1919: geschonken aan het museum, waar het in 1923 daadwerkelijk terecht kwam.